# Georg Rettig
Georg Ferdinand Rettig (* 30. März 1803 in Gießen; † 11. Januar 1897 in Bern) war ein deutsch-schweizerischer klassischer Philologe, der zu Plato forschte. Er lehrte von 1834 bis 1878 als Professor für Klassische Philologie an der Universität Bern.

## Leben
Georg Rettig war der Sohn eines in Gießen tätigen Schuhmachermeisters und jüngerer Bruder des Theologen Heinrich Christian Michael Rettig. Er studierte von 1822 bis 1825 Theologie und Philologie in Gießen. Anschließend arbeitete er als Gymnasiallehrer in Büdingen. 1827 wurde er in Gießen zum Dr. phil. promoviert mit der Dissertation „Polybii cas1 rum romanorum formae interpretatio“. Als 1834 die Universität Bern gegründet wurde, begann er dort als außerordentlicher Professor Klassische Philologie zu lehren. Zugleich unterrichtete er alte Sprachen am höheren Gymnasium der Kantonsschule. 1856 wurde er in Bern zum ordentlichen Professor berufen. Ab 1861 leitete er das philologisch-pädagogische Seminar der Universität. 1845/46 war er Rektor und 1874/75 Dekan. 1878 ging er in den Ruhestand. Er forschte zu Platon, Xenophon und Catull.
Sein Sohn Georg Karl Julius Rettig (1838–1899) war als Buchhändler und später Bibliothekar an der Hochschulbibliothek Bern tätig. Auch trat er als Autor von Schriften zur Geschichte der Buchdruckerkunst in Erscheinung.

## Werke
- Polybii castrorum romanorum formae interpretatio. Büdingen 1827.
- Quaestiones Platonicae. Gießen 1831.
- De Heracliti aliquo dicto commentatio. Bern 1865.
- Kritische Studien und Rechtfertigungen zu Platons Symposion . Bern 1876, OCLC 721835440.